# Seattle Municipal Tower
Seattle Municipal Tower je mrakodrap v Seattlu. Má 62 podlaží a výšku 220 metrů, je tak 4. nejvyšší mrakodrap ve městě. Výstavba probíhala v letech 1987–1990 a za designem budovy stojí firma Bassetti Architects. Budova disponuje 92 024 m2 převážně kancelářských ploch.